# The Corporation (wrestling)
La Corporation è stata una stable di wrestling attiva nella World Wrestling Federation tra il 1998 ed il 1999.

## Storia
Il gruppo fu costruito e guidato dal presidente della WWF Vince McMahon, nel tentativo di assicurarsi un controllo serrato della WWF e sconfiggere i "ribelli" che stavano avendo uno spazio sempre più grande nello scenario della WWF (come la D-Generation X, Mankind e Steve Austin).
La Corporation si formò il 16 novembre 1998, quando Shane e Vince McMahon si riconciliarono e unirono le forze con The Rock, che divenne il wrestler principale della Corporation e vinse per tre volte il WWF Championship mentre era membro della Corporation.
I membri della Corporation iniziarono a diminuire nel corso del 1999, quando The Rock la lasciò, dopo le sconfitte contro "Stone Cold" Steve Austin a WrestleMania XV e a Backlash: In Your House, con Triple H che prese, così, il suo posto, dopo aver abbandonato la D-Generation X.
Shane McMahon si alleò, quindi, con il Ministry of Darkness, stable guidata da The Undertaker, formando il Corporate Ministry il 29 aprile 1999. In contemporanea, gli ex membri della Corporation, tra cui Mankind, Ken Shamrock, Big Show e Test, formarono la Union per opporsi ai membri restanti. Il Corporate Ministry lottò contro Austin, The Rock e l'Union durante il 1999. Il Corporate Ministry si sciolse dopo l'infortunio di Undertaker nel settembre 1999. I restanti membri della Corporation si allearono con l'allora heel D-X, creando la McMahon-Helmsley Faction.

## Membri
- Gerald Brisco
- Pat Patterson
- Sgt. Slaughter
- Shawn Michaels (1998)
- Vince McMahon
- Shane McMahon
- Big Bossman
- Big Show (1999)
- Chyna (1999)
- Ken Shamrock
- The Mean Street Posse (Pete Gas, Rodney, e Joey Abs)
- The Rock
- Test
- Triple H (1999)
- Kane
- Mankind/Dude Love
- X-Pac